# 深圳高级中学（集团）
深圳高级中学（集团）中心校区位于广东省深圳市福田区春田路2号，原名福田中心区重点中学。深圳市高级中学由中共深圳市委、深圳市人民政府在1995年1月开始筹建，并于1997年9月开始招生，于2016年6月升格为深圳高级中学（集团）。是一所完全由深圳市建设的教育集团，属于广东省一级重点中学、深圳国家级示范性高中。

## 历史
- 1997年，深圳市政府创办深圳市高级中学。
- 2003年，深圳市高级中学扩建中心校区北区（原为高中部北校区）。
- 2010年，原福田区深南中学合并为深圳市高级中学初中部[2]。
- 2016年，6月，依托深圳市高级中学高中部、初中部，合并深圳市第九高级中学（现为东校区）、龙华区白石龙学校（现为北校区），成立深圳高级中学（集团）[1]；9月，东校区、北校区正式开学。
- 2019年，9月，原坪山区田田学校合并为东校区小学初中部[3]。
- 2021年，11月，位于深圳市龙岗区的高中园命名为深圳市高级中学高中园[4]。
- 2022年，6月，龙岗区锦龙九年一贯制学校交由深圳高级中学管理，并命名为龙岗学校[5]；7月，盐田区田东中学旧址新建学校交由深圳高级中学管理，并命名为盐田学校[6]；9月，高中园、龙岗学校、盐田学校投入使用[7]。

## 校区

### 学校列表
| 校区名称 | 校区名称 | 主管部门           | 学校类型         | 校长、主要负责人 | 成立时间                                         | 校区地址                                                |
| -------- | -------- | ------------------ | ---------------- | ---------------- | ------------------------------------------------ | ------------------------------------------------------- |
| 中心校区 | 中心校区 | 深圳市教育局       | 高级中学         | 李代晓           | 1997年                                           | 南区：深圳市福田区春田路2号 北区：深圳市福田区泽田路8号 |
| 东校区   | 东校区   | 深圳市教育局       | 十二年一贯制学校 | 曹阳             | 高中部：2016年9月 小学部、初中部：2019年9月      | 深圳市坪山区耘田路1001号                                |
| 南校区   | 南校区   | 深圳市教育局       | 初级中学         | 李齐玲           | 深南中学成立：1987年 与深高初中部合并：2010年5月 | 深圳市福田区农林路28号                                  |
| 北校区   | 北校区   | 深圳市教育局       | 九年一贯制学校   | 王丽             | 2016年9月                                        | 深圳市龙华区民繁南路                                    |
| 高中园   | 创新高中 | 深圳市教育局       | 高级中学         | 黄洁             | 2022年9月                                        | 深圳市龙岗区坪地街道高桥片区                            |
| 高中园   | 理慧高中 | 深圳市教育局       | 高级中学         | 黄洁             | 2022年9月                                        | 深圳市龙岗区坪地街道高桥片区                            |
| 高中园   | 文博高中 | 深圳市教育局       | 高级中学         | 黄洁             | 2022年9月                                        | 深圳市龙岗区坪地街道高桥片区                            |
| 高中园   | 有为高中 | 深圳市教育局       | 高级中学         | 黄洁             | 2022年9月                                        | 深圳市龙岗区坪地街道高桥片区                            |
| 龙岗学校 | 龙岗学校 | 深圳市龙岗区教育局 | 九年一贯制学校   | 钟建强           | 2022年9月                                        | 深圳市龙岗区宝龙大道与锦龙大道交会处西北侧              |
| 盐田学校 | 盐田学校 | 深圳市盐田区教育局 | 九年一贯制学校   | 白杨             | 2022年9月                                        | 深圳市盐田区梧桐路2008号                                |

### 中心校区（南）
原为高中部南校区，1中心校区的南校区位于福田区春田路2号，为高一、高二年级的教学区和生活区，共40个教学班，于1997年投入使用。现任主要负责人李代晓。
中心校区（南）配有三栋教学楼，一栋宿舍楼（一楼为食堂），一个足球场，400米跑道，三个网球场，一个排球场，四个乒乓球台，两个篮球场及一栋文体楼（内有四片羽毛球场和其他活动场地）。配有A、B、C三栋教学楼。
- A栋教学楼：行政办公室、学生科学院、实验室、电脑教室等。
- B栋教学楼：教师办公室、教室等。
- C栋教学楼：深圳市高级中学图书馆，健美操室等。

宿舍楼分为教工公寓、女生公寓、男生公寓。每个公寓都有8层楼，并有热水供应。不同公寓之间用水泥墙和消防门隔开。男生公寓和女生公寓每层有十六个寝室，并配有洗衣房、公共卫生间、公共冲凉房。每个寝室可容纳8名学生并配有独立卫生间、独立冲凉房、洗手台和阳台。2013年招收的高一学生因男生公寓宿舍不足，借用女生宿舍第8层作为补充。

### 中心校区（北）
原为高中部北校区，中心校区的北校区位于福田区泽田路8号，为高三及国际部的教学区和生活区，共26个教学班，于2003年投入使用。现任执行校长李爱生。
中心校区（北）配有教学楼、宿舍、食堂、篮球场等设施。
教学楼共分为6层，与男生宿舍楼相连，各楼层皆可直接抵达。其中，一层为活动教室，一般为国际部上课所用；二层为国际部各年级学生教室；三至六层为高三年级教室。教学楼配有电梯，一般仅供教职工和腿部不便的学生使用。
男生宿舍楼为6层，一层为教师食堂、套餐食堂以及充值处，二至六楼为宿舍，配有公共冲凉房、公共卫生间，并提供洗衣机服务（收费）。每个寝室可容纳6至8名学生并配有独立冲凉房、洗手台和阳台，部分寝室还配有独立卫生间。
女生宿舍楼为6层，一层为学生食堂，六层为排练室（供舞蹈队训练使用），二至五楼为宿舍。每个寝室可容纳6名学生并配有独立冲凉房、独立卫生间、洗手台和阳台。于2015年开始使用，此前女生宿舍为男生宿舍楼的上两层，包括十六人寝室（目前已改为功能教室和教师宿舍）。
校区配有4个篮球场，7个羽毛球场（4个位于篮球场附近，3个位于教学楼附近），1个排球场以及1个网球场，未配有跑道。
深圳市高级中学国际部于2009年开始招生，目前共有高一、高二年级教学班各两个，高三年级教学班1个。

### 东校区

东校区

筹划时期称深圳市第九高级中学，位于坪山区耘田路1001号，于2016年9月投入使用并招生，2019年9月合并坪山区田田学校以开设小学部、初中部，占地96,301.24平方米，是深圳市高级中学面积最大的校区，为小学、初中、高中十二年一贯制校区，办学规模为高中60个教学班、小学初中54个教学班。现任执行校长曹阳。

### 南校区
原为深南中学及深圳高级中学初中部，原深南中学是深圳市福田区的一所完全中学，位于福田区农林路28号，创办于1987年，占地23,499.30平方米，办学规模为初中48个教学班。于2010年与深圳市高级中学初中部合并。现任主要负责人李齐玲。

### 北校区
原为深圳市高级中学龙华校区，位于龙华区民繁南路，于2016年9月投入使用并招生，占地31,174.57平方米，为小学、初中义务教育九年一贯制校区，办学规模为小学初中54个教学班。现任主要负责人王丽。

### 高中园
位于龙岗区坪地街道高桥片区，由4所寄宿制高级中学组成，已于2022年9月开学。高中园总用地面积约为20万平方米，内设4所高级中学，分别为创新高中、理慧高中、文博高中、有为高中，办学规模分别为48班、54班、60班、30班，可提供9600个公办普通高中学位。现任总校长黄洁。

### 龙岗学校
原为锦龙九年一贯制学校，位于龙岗区宝龙大道与锦龙大道交会处，为深圳高级中学（集团）管理、深圳市龙岗区教育局下属的九年一贯制公办学校，于2022年9月开学，占地18,071平方米，建筑面积为37,317平方米，办学规模为36班九年一贯制学校（24班小学、12班初中），校内主要建筑有A座小学部教学楼、B座、C座综合楼、D座初中部教学楼、E座教工宿舍以及图书馆、多功能厅、风雨球场、立体运动场等。现任校长钟建强。

### 盐田学校
位于盐田区梧桐路2008号，深圳市盐田区委区政府旁，原为田东中学拆除重建项目，是深圳高级中学（集团）与深圳市盐田区委区政府合作开办的九年一贯制公办学校，于2022年9月开学，办学规模为60班2820个学位。现任校长白杨。

## 招生

### 中心校区

#### 2008年至2014年
| 年份   | 中考           | 中考          | 中考           | 中考       |
| 年份   | AC类录取分数线 | D类录取分数线 | 择校录取分数线 | 招收班级数 |
| ------ | -------------- | ------------- | -------------- | ---------- |
| 2008年 | 641            | 不适用        | 629            | 20个班     |
| 2009年 | 634            | 不适用        | 638            | 20个班     |
| 2010年 | 636            | 不适用        | 638            | 20个班     |
| 2011年 | 636            | 不适用        | 635            | 20个班     |
| 2012年 | 640*           | 不适用        | 639*           | 20个班     |
| 2013年 | 637            | 647           | 628            | 20个班     |
| 2014年 | 647*           | 667           | 634            | 18个班     |

在同等条件下，优先录取综合表现评价等级高的学生。打“*”号的录取分数线，表示当考生的标准总分与该校分数线相同时，只录综合表现评价等级为A的考生。
A类指具有深圳户籍户口的考生；C类指享受市政府优惠政策人员的子女；D类指持居住证、台胞证、港澳回乡证（卡）等符合“1+5”条件的考生。

#### 2015年至今
自2015年起，深圳中考改用满分为460分的原始分，并取消择校生，增加了“末位同分比较原则”。
自2017年起，高中部的学校名称已更改为“深圳市高级中学（中心校区）”，以避免与位于坪山区的深圳市高级中学（东校区）混淆。
| 年份   | 中考       | 中考             | 中考       | 中考             | 中考       |
| 年份   | AC类       | AC类             | D类        | D类              | 招收班级数 |
| 年份   | 录取分数线 | 末位同分比较条件 | 录取分数线 | 末位同分比较条件 | 招收班级数 |
| ------ | ---------- | ---------------- | ---------- | ---------------- | ---------- |
| 2015年 | 434        |                  | 434        |                  | 18个班     |
| 2016年 | 434        |                  | 434        | 生物地理：99     | 18个班     |
| 2017年 | 427        | 生物地理：97     | 428        | 生物地理：97     | 18个班     |
| 2018年 | 427        | 生物地理：97     | 429        | 生物地理：82     | 18个班     |
| 2019年 | 432        |                  | 432        | 生物地理：97     | 18个班     |

### 东校区
| 年份   | 中考       | 中考             | 中考       | 中考             | 中考       |
| 年份   | AC类       | AC类             | D类        | D类              | 招收班级数 |
| 年份   | 录取分数线 | 末位同分比较条件 | 录取分数线 | 末位同分比较条件 | 招收班级数 |
| ------ | ---------- | ---------------- | ---------- | ---------------- | ---------- |
| 2016年 | 410        | 生物地理：85     | 404        |                  | 6个班      |
| 2017年 | 400        |                  | 403        | 生物地理：50     | 10个班     |
| 2018年 | 396        |                  | 401        | 生物地理：96     | 17个班     |
| 2019年 | 406        | 生物地理：86     | 410        | 生物地理：90     | 18个班     |

## 校歌
- 青春无悔 （1997-2011）
- 相信远方 （2013-?）[24]

## 历任校长、书记
截至2023年5月，深圳高级中学共有校长5任、党委书记4任。自2023年建立中小学校党组织领导的校长负责制后，深圳高级中学（集团）党委书记、校长改为分别任命，不再由校长兼任党委书记。
历任校长
- 唐海海：1996年至2001年[26]
- 佘国治：2002年至2011年[27]
- 黄显甫：2011年至2019年[28]
- 邵爱国：2019年至2023年[29]
- 宋德意：2023年至今[30]

历任党委书记
- 唐海海：1996年至2001年
- 佘国治：2002年至2011年
- 黄显甫：2011年至2019年
- 邵爱国：2019年至今（2023年后专职党委书记[31]）